# Daewoo Maepsy
La Daewoo Maepsy est une automobile compacte produite par Daewoo Motors de 1977 à 1989. Elle est basée sur l'Opel Kadett C et existe en berline 2, 3 et 4 portes. Elle est considérée comme l'ancêtre des Chevrolet Aveo et Chevrolet Cruze.
En 1986, elle est remplacée par la Daewoo LeMans, sœur de l'Opel Kadett E sauf si la production de la Maepsy continue toujours jusqu'en 1989. GM Daewoo n'avait pas le temps de rebadger une Opel Kadett D, tellement elle avait lancé la Maepsy à la fin de carrière de la Kadett C et l'a vite fait passer le relais à la LeMans en Opel Kadett E.